# Speocera krikkeni
Speocera krikkeni är en spindelart som beskrevs av Brignoli 1977. Speocera krikkeni ingår i släktet Speocera och familjen Ochyroceratidae. Inga underarter finns listade i Catalogue of Life.